# Atriplex oblongifolia
Atriplex oblongifolia là loài thực vật có hoa thuộc họ Dền. Loài này được Waldst. & Kit. mô tả khoa học đầu tiên năm 1812.